# Porte de Bruxelles (Malines)
 (septembre 2021).
Si vous disposez d'ouvrages ou d'articles de référence ou si vous connaissez des sites web de qualité traitant du thème abordé ici, merci de compléter l'article en donnant les références utiles à sa vérifiabilité et en les liant à la section « Notes et références ».
Pour les articles homonymes, voir Porte de Bruxelles.

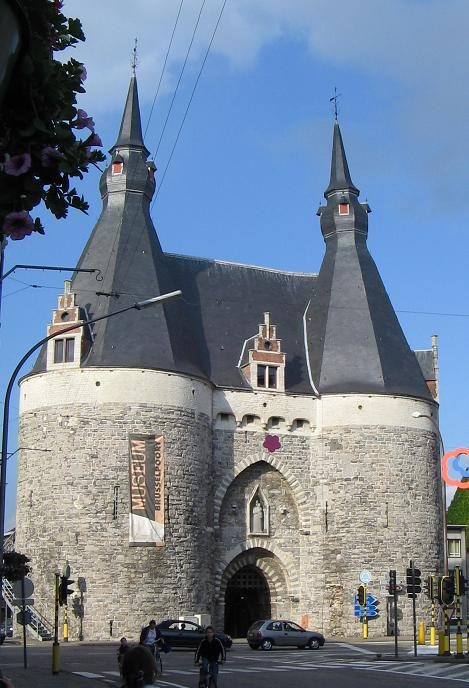
Porte de Bruxelles

Le Brusselpoort (porte de Bruxelles) est la dernière porte de la ville de Malines. La porte se trouve à la lisière du centre historique de la ville, à l'intersection de la rocade et de la Hoogstraat.
Les murs de la ville de Malines ont été construits entre 1264 et 1268.

## Description
Le Brusselpoort a été construit au XIIIe siècle et était la plus haute des portes de la ville de Malines. C'est pourquoi elle s'appelait aussi Porte Supérieure . La porte a été construit en pierre de Tournai, et surélevé vers 1400 en pierre de Balegem (couleur plus claire). Il appartient au gothique de l'Escaut. Au XVIe siècle, les tours ont été abaissées et la charpente a été modifiée.
En plus de la fonction de porte d'entrée, le bâtiment a depuis été utilisé à d'autres fins. Il y avait un commissariat, une salle de réunion et le studio d'art d' Alfred Ost . Après cela, il est devenu un musée sur l'histoire de la ville. Il contient des documents et des découvertes archéologiques. Het Firmament y est installé depuis 2010, (t)Huis voor Figurentheater en Flandre. Le Brusselpoort n'est pas accessible aux visiteurs.
Comme dans la plupart des autres villes, les murs de la ville de Malines ont été démolis. Seulement la "Porte Supérieure" (Brusselpoort) a échappé à la démolition. Sur l'espace ouvert restant, des boulevards sont construits qui forment le R12, le petit anneau de Malines, qui guide la circulation urbaine et où le Brusselpoort se situe au milieu.

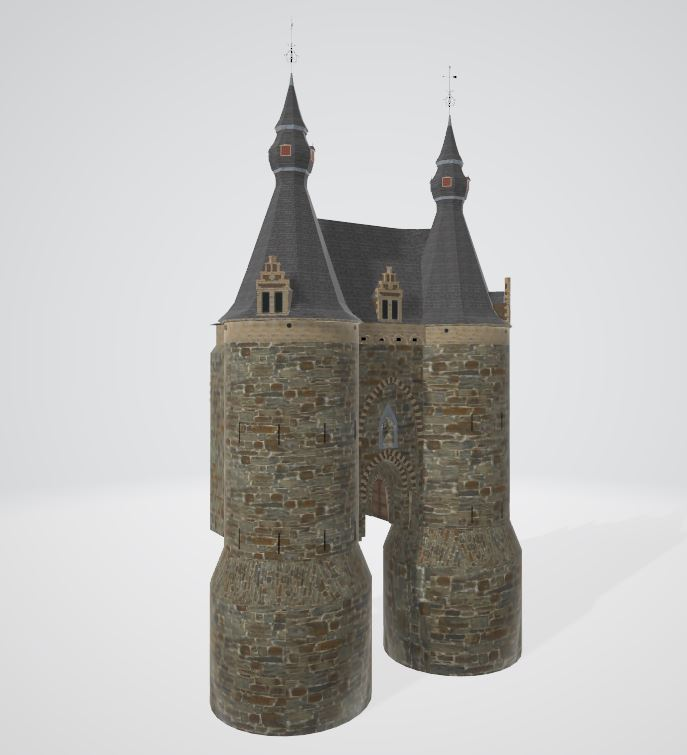
Porte de Bruxelles Malines modèle 3D

Des solutions similaires telles que les rocades et les canaux de la ville peuvent être trouvées dans le Leien à Anvers, le Petit Ring autour de Bruxelles et le Ringvaart autour de Bruges, qui servaient tous auparavant de remparts.